# Rivière Franquelin
Pour les articles homonymes, voir Franquelin (homonymie).
La rivière Franquelin est située dans le territoire non organisé de Rivière-aux-Outardes et la municipalité de Franquelin, dans la municipalité régionale de comté (MRC) de Manicouagan, dans la région administrative de la Côte-Nord, au Québec, au Canada.
La vallée de la rivière Franqueline est desservie par la route 138 qui passe à son embouchure. Le reste de la vallée est desservie par diverses routes forestières pour les besoins de la foresterie, particulièrement de la sylviculture.
La surface de la rivière Franquelin est habituellement gelée du début de novembre à la fin avril, sauf les zones de rapides; toutefois la circulation sécuritaire sur la glace se fait généralement de la fin novembre au début d'avril.

## Géographie
Le bassin de la rivière Franquelin est situé entre celui de la rivière Godbout (à l'Est) et celui de la rivière Mistassini (à l'ouest).
Le lac Franquelin constitue le principal lac de tête de la rivière Franquelin. En descendant vers le sud, la rivière traverse le canton de Franquelin et la municipalité de Franquelin, où elle se déverse dans le fleuve Saint-Laurent sur le côté ouest du village de Franquelin après voir passé sous la route 138 qui longe le littoral. Le toponyme Franquelin est désigné depuis 1972.
Principaux tributaires de la rivière Franquelin (à partir de l'embouchure) :
- Côté ouest : ruisseau Beaudin, ruisseau Bouchard, rivière Franquelin (branche-ouest), Crique Savard ;
- Côté est : ruisseau Tessier, rivière Thompson, crique Happy, crique Big-Fall, ruisseau Chamberland (lequel provient du lac Chamberland).

À partir de l'embouchure, en remontant la rivière, un segment d'environ 45 km est une aire protégée pour le saumon.
À partir du lac Franquelin, le cours de la rivière Franquelin descend sur environ 63 km, avec une dénivellation de 393 m, selon les segments suivants:
Cours supérieur de la rivière Franquelin
- d'abord vers le nord-est en recueillant la décharge (venant du sud-est) d'un ensemble de lacs dont le lac McCormick et en recueillant un ruisseau (venant du nord-ouest), jusqu'à un coude de rivière; puis vers l'est, jusqu'à un coude de rivière correspondant à la décharge d'une rivière (venant du nord);
- d'abord vers le sud-est en serpentant grandement dans une plaine forestière, en recueillant la décharge (venant du sud-ouest) d'un lac, jusqu'à la décharge (venant du nord) de plusieurs lacs;
- le nord-est en formant une courbe vers le sud-est et en recueillant la décharge (venant du sud-ouest) du lac du Poulailler, jusqu'à un coude de rivière correspondant à un ruisseau (venant du nord-ouest);

Cours intermédiaire de la rivière Franquelin
- vers l'est en recueillant le ruisseau Chamberland (venant du nord) et en formant une légère courbe vers le sud, jusqu'à un coude de rivière, correspondant à la décharge du Crique Big Fall (venant du nord-est);
- vers le sud dans une vallée évasée, formant un grand W, puis entrant dans une vallée encaissée en ligne droite, jusqu'au Crique Happy (soit la décharge des lacs Happy et Heather, venant du nord-est);
- d'abord vers le sud-est presque en ligne droite dans une vallée encaissée en recueillant notamment le crique Savard (soit la décharge du lac Savard venant de l'ouest), puis tournant vers le sud dans une vallée encaissée, en formant un petit crochet vers l'est en fin de segment, jusqu'à la confluence de la rivière Ma Tante (venant de l'est);
- d'abord vers le sud, puis le sud-ouest dans une vallée encaissée, en traversant la chute Bellefeuille et formant une boucle vers l'est, jusqu'à la confluence de la rivière Franquelin Branche Ouest (venant de l'ouest);

Cours inférieur de la rivière Franquelin
À partir de la confluence de la rivière Franquelin Branche Ouest, le courant descend sur:
- vers le sud en recueillant immédiatement le ruisseau Les Fourches (venant de l'est), en formant une boucle vers l'est, puis quelques grands serpentins, en recueillant la décharge (venant du nord-est) de plusieurs lacs, jusqu'à la confluence de la rivière Bouchard (venant de l'ouest);
- vers le sud-est en formant successivement une boucle vers le sud, puis une boucle vers le nord, jusqu'à la confluence de la rivière Thompson (venant du nord-est);
- vers le sud en traversant des rapides et en recueillant le ruisseau Tessier (venant du nord-est), puis vers le sud-est en formant une boucle vers le nord en fin de segment, jusqu'au ruisseau Beaudin (venant du nord-ouest);
- d'abord vers le sud-est en formant une boucle vers l'est, puis vers le sud-ouest en recueillant la décharge du lac Morins et du lac à Thomas, jusqu'à son embouchure[2].

La rivière Franquelin se déverse sur la rive nord du fleuve Saint-Laurent, du côté est du village de Franquelin.

## Toponymie
Les toponymes utilisant le terme Franquelin dans le secteur de Manicouagan (municipalité régionale de comté) sont liés par la même origine : lac, rivière, canton, municipalité.
Le terme Franquelin a été utilisé en mémoire de Jean-Baptiste-Louis Franquelin est né à Villebernin en Bourgogne française en 1650. Il est arrivé en Nouvelle-France en 1671. Il exerça a priori le commerce des fourrures. Il s'implique dans la cartographie, à la demande de Louis de Buade de Frontenac en 1674 ; ce dernier était natif de la même région de Palluau, en France.
En 1683, Franquelin a dessiné les plans de la haute et de la basse-ville de Québec. En 1687, il enseigne la navigation en la ville  Québec dans le cadre de sa fonction d'hydrographe royal. De 1689 à 1691, il exerce la profession d'ingénieur et dresse notamment les plans de la batterie royale de Québec. Parmi la cinquantaine de cartes qui lui sont reconnues, les plus notoires sont celles qui :
- illustrent les observations de Jolliet lors de son exploration sur le fleuve Mississippi en 1673 et
- décrivent la Louisiane par les découvertes de Cavelier de La Salle.

En 1694, il retourne en France en 1694 où il poursuivra sa carrière jusqu'à son décès après 1712.
Le toponyme « rivière Franquelin » a été officialisé le 5 décembre 1968 à la Banque des noms de lieux de la Commission de toponymie du Québec.